# 千日デパートビル火災民事訴訟
千日デパートビル火災民事訴訟（せんにちデパートビルかさいみんじそしょう）とは、1972年（昭和47年）5月13日深夜に大阪ミナミで発生した千日デパートビル火災において、火災被害者遺族や罹災テナント（または罹災テナント団体）が火災関係各社を相手取って損害賠償請求を提起した各民事訴訟の総称である。千日デパートビル火災の関係各社間においても出火責任や防火管理の所在、補償を巡って損害賠償請求訴訟が提起された。訴訟の当事者が複雑に入り乱れ、相互に対立し合ったことから「訴訟合戦」「仮処分合戦」などとも形容された。

## 概要
千日デパートビル火災では、火災犠牲者遺族や罹災テナントが火災関係各社に対して幾つもの損害賠償請求訴訟を提起した。また、仮処分も多く申請された。本件火災後に提起された民事訴訟や仮処分申請などには、おもに以下のものがあった。
- 1972年（昭和47年）7月11日、テナント17業者がデパートビル補修のために組まれた足場が「営業妨害に当たる」として、足場を設置した日本ドリーム観光と建設会社を相手取り、営業妨害禁止を求める仮処分を大阪地裁に申請[1]。
- 1972年8月4日、テナント団体「松和会（しょうわかい）」の一部会員が賃借部分の倉庫を日本ドリーム観光が取り壊す恐れが生じたために執行官保菅および現状維持の仮処分を申請[2]。
- 1972年10月11日、被害者遺族が「妻の遺体を身元不明者として無断で解剖したのは許せない」として日本ドリーム観光と大阪府を相手取り、慰謝料など損害賠償請求訴訟を提起[3]。
- 1972年11月15日、千日デパート罹災業者復興対策委員会メンバーの一部テナント団体が日本ドリーム観光に対して賃借権確認訴訟を提起[4]。
- 1972年12月11日、ニチイが日本ドリーム観光を相手取って賃借権妨害予防に関する仮処分を申請[4]。
- 1973年（昭和48年）1月22日、日本ドリーム観光がニチイに対して損害賠償請求訴訟を提起、反訴でニチイが日本ドリーム観光に対して損害賠償請求訴訟を提起[4]。
- 1973年1月19日、火災被害者2遺族が火災関係4社を相手取り損害賠償請求訴訟を提起（個別訴訟）[5][6]
- 1973年2月3日、火災被害者2遺族7人が火災関係4社を相手取り損害賠償請求訴訟を提起（個別訴訟）[7][8]
- 1973年2月19日、「千日デパートビル火災遺族の会」の火災被害者52遺族が火災関係4社を相手取り損害賠償請求訴訟を提起（一次訴訟）[9][10]。
- 1973年3月13日、「千日デパートビル火災遺族の会」が千日デパートビルの取り壊しを中止し、ビルの検証を求める証拠保全を申し立て[11]。
- 1973年3月26日、「千日デパートビル火災遺族の会」の火災被害者21遺族が火災関係4社を相手取り損害賠償請求訴訟を提起（二次訴訟）[12]。
- 1973年6月1日、松和会が日本ドリーム観光に対して生活費支払い要求の仮処分を申請[13]。
- 1973年10月11日、松和会が日本ドリーム観光に対して損害賠償請求訴訟を提起[14]。
- 1974年（昭和49年）9月19日、松和会の一部会員が金員の仮払い請求の仮処分を申請[15]。
- 1975年（昭和50年）5月、テナントオーナー2名と業者34名がニチイに対して損害賠償請求と営業再開までの金銭的補償を求めて訴訟を提起[16]。
- 1976年（昭和51年）9月19日、松和会の一部会員が金員の仮払い請求の仮処分を申請[15]。
- 1977年（昭和52年）1月18日、松和会が大阪地裁に千日デパートビル取り壊し禁止を求める仮処分を申請、これに対し日本ドリーム観光は執行停止を申し立て。さらに松和会が現状維持仮処分の執行停止の更正を要求[17]。
- 1980年（昭和55年）9月18日、松和会がニチイに対して損害賠償請求訴訟を提起[18]。

遺族会統一訴訟は、1975年（昭和50年）12月26日に提起から約3年（訴訟提起1973年2月）という短期間で和解に至り、火災関係各社が91遺族に対して補償総額18億5000万円を支払うことで解決した。これはテナント訴訟のうちの一つである「松和会訴訟」の中間判決において、千日デパートの所有者であり経営者でもある被告の日本ドリーム観光には「テナントに対する保安管理契約の存在および右契約に基づく債務不履行の責任があった」と認められたことにより、火災被害に対する右同社の責任が明確化したことで、被告である火災関係4社の態度が軟化し、遺族会との間で交渉が大きく前進した結果であった。
火災関係各社間の訴訟は、おもに千日デパート経営者の日本ドリーム観光と出火元テナントのニチイとの間で争われ、お互いが火災発生について保安管理や債務不履行の責任を認めようとせず、相互に相手を訴えるという「訴訟合戦」の様相を呈した。最終的には1988年（昭和63年）4月23日に両社間で和解が成立し、ニチイが日本ドリーム観光に対して「解決金」として16億5000万円を小切手で支払うことで決着した。
テナント訴訟は、デパートビル内で営業していたテナントが170店舗ほどあったことから、日本ドリーム観光とニチイを提訴するテナントやテナント団体が多く、被告各社が出火責任および債務不履行による責任を認める態度を示さなかったために各訴訟や交渉は難航し、解決までに最長で17年を要した。テナント訴訟において代表的な「松和会訴訟」では、1975年（昭和50年）3月31日の「中間判決」を経て、1980年（昭和55年）1月14日に原告被告間で即決和解が成立した。日本ドリーム観光は松和会各会員に対して仮払金2億5000万円を支払うこと、新ビル入店時の賃借権を旧ビル同様に保証すること、また松和会会員は、日本ドリーム観光がおこなう千日デパートビルの取り壊しを認め、新ビル建設に協力することで双方が合意に達した。1981年（昭和56年）1月26日に終局判決で日本ドリーム観光は松和会各会員に対して総額8億6万4,050円を賠償することが決まった。その後、1989年（平成元年）7月13日に最終覚書を交わして松和会が提起した損害賠償請求訴訟は決着した。またテナント団体の松和会は、ニチイとの間でも損害賠償請求訴訟を提起した。最終的には1985年（昭和60年）11月29日に和解が成立し、ニチイが松和会会員に対して見舞金として1億5000万円を支払うことで決着した。
（分割記事のため、ここまで「千日デパート火災#民事訴訟」節の概要部に共通。）
以降、本記事ではおもに「遺族会統一訴訟」について、また被災テナント団体の一つである「松和会」が提起した損害賠償請求訴訟について記す。

## 遺族会統一訴訟
千日デパートビル火災の被害者遺族は、1972年5月28日に「千日デパートビル火災遺族の会（以下、遺族会と記す）」を発足させ、日本ドリーム観光（デパート経営管理者）および千土地観光（風俗店経営者）、ニチイ（出火元）、O電機商会（電気工事監督者）の右火災関係4社と補償交渉をおこなうことになった。火災発生翌日の5月14日早朝に日本ドリーム観光・専務取締役の千日デパート店長は、遺族に対し「遺族への補償、葬儀料、負傷者への治療費、見舞金は日本ドリーム観光が責任を持って決める」「合同葬儀を行い、責任の所在をはっきりさせたうえで完全な補償を目標に努力したい」などと表明した。火災関係4社は、話し合いで「千日デパート被災者対策合同本部（以下、対策合同本部と記す）」を設置し、死亡者に対して一時見舞金100万円、負傷者に対して怪我の程度に応じて20万円から30万円の見舞金を支払うことを決めた。ニチイと千土地観光が葬儀料として1遺族あたり20万円を両社で折半して負担することも決められ、5月25日に東本願寺難波別院（南御堂）で合同葬儀も執り行われた。遺族会が発足して以降、補償交渉は本格的に進められた。遺族会側は火災関係4社に対して「団体交渉」を要求したが、4社側からは「ホフマン方式による一対一の個別交渉」を基本方針にする旨が示され、双方の意見が対立して補償交渉は紛糾した。4社は遺族会に対して補償額の試算を提示し、死者1人につき最高で1,000万円程度、最低で400～500万円、総額で8億円程度の補償になる見込みとした。負傷者については、全快の見込みが立たない場合を除き、一人につき5万円（軽傷者）から30万円（重傷者）までの補償額とすることが決められ、15人の負傷者が補償額に了承した。
火災関係4社は、出火責任について互いに擦り合いをしており、特に日本ドリーム観光とニチイの間では、ニチイの主張によれば「日本ドリーム観光には、ビルおよびテナントに対する保安管理責任がある」といい、また日本ドリーム観光の主張によれば「ニチイには、出火および工事監督責任がある」というなど、利害対立によって双方が自社の責任を認めようとせず、補償交渉が進展しないなどの影響が出始めていた。「対策合同本部」は、9月20日午後に遺族会に対して具体的な補償額などを提示する約束になっていたが、前日の19日に開かれた「最終4社会談」が補償の分担を巡って決裂したことで遺族会側に「延期」を申し入れてきた。そのことをきっかけに4社間の足並みが乱れ始め、ニチイが「対策合同本部」を脱退することを決めたことで、右本部は内部分裂するに至った。ニチイは遺族に対して単独で補償交渉をおこなうことを決めた。ニチイは、責任の所在が不明確な段階ながらも「企業イメージを損なう観点から、これ以上補償交渉を引き延ばすわけにはいかない」として、とりあえず遺族に対する見舞金として一律300万円、総額3億5,400万円を支払うことを決めた。ニチイはこの他に遺族や負傷者に一時見舞金など1億5,000万円をすでに支払っていた。この動きに対して遺族会側は「誠意が感じられる」として見舞金を受け取る遺族が多くみられた。3階で電気工事を請け負っていた「O電機商会」は、資本金100万円の零細企業で、会社の資産といえば土地と建物以外には僅かな余剰金があるばかりで遺族に対して補償できる能力は無かった。それでも「O電機商会」の社長は、会社を清算したうえで土地建物を売却して、余剰金と合わせて「千日補償基金財団」（1,000万円程度）を作り、補償金に充てるとした。「プレイタウン」を経営する千土地観光は、避難誘導の不手際などの責任を認めて、遺族会に補償額を提示したいとの考えを示したが、右同社との間で具体的な交渉は進まなかった。一方、千日デパートの経営者であり、千日デパートビルの所有者でもある日本ドリーム観光は「出火の責任はニチイにあり、我々こそが最大の被害者だ」「我が社はビルを所有しているだけで遺族への補償責任はない。今後は遺族との補償交渉には応じない」という立場を宣明にし、自社の責任を認めた形での補償交渉を頑なに拒否した。これらのことにより火災関係4社で作る「対策合同本部」は解散同然の状態に追い込まれ、雲散霧消した。遺族会は、補償交渉の窓口を失ったことで解決策を「訴訟」に持ち込まざるを得なくなった。
「対策合同本部」解散以降も遺族会に対しては、火災関係4社から誠意ある対応や解決案の提示がなかったことから、遺族会（原告）は1973年（昭和48年）2月19日に火災関係4社（被告）を相手取って大阪地方裁判所に損害賠償請求訴訟を提起した（1次訴訟）。原告団のなかには「大阪市消防局に対しても責任を追及すべき」との意見も出された。大阪市の消防行政が本件ビルに警告を出すだけに終わっていて「火災の未然防止が為されなかった」という理由である。しかしながら訴訟の長期化を避ける意味で大阪市への告訴は見送られた。本件遺族会統一訴訟では、当初の原告は52遺族135名で請求額は13億6,750万円だったが、最終的に犠牲者118名の遺族のうち、2次訴訟（同年3月26日提起）を併せて91遺族247名が原告となり、総額約27億6千万円を被告4社に対して請求した。なお本件火災では、遺族会訴訟の他にも遺族会を脱退した4遺族14名が個別の損害賠償請求訴訟を提起し、1億8千万円の損害賠償を被告4社に請求した。遺族会などが提起した損害賠償請求訴訟は、日本の災害関連の民事訴訟の中では最大の集団訴訟となった（当時）。

### 原告側の主張
原告である遺族会側が公判で主張した被告4社の責任となる原因は以下のとおりである。
日本ドリーム観光（ビル所有者、千日デパート経営者）
右同社は千日デパートビルの所有者であり、同ビル全体に対する管理責任を持つ。したがって、3階の電気工事に伴う防火および初期消火の責任、延焼拡大防止の責任は、ニチイと共同で負う。多量の煙を7階へ流入させた主な原因は、エレベーター昇降路の施工不良によって生じたと推定される隙間があったこと、空調ダクトの防火ダンパーが不作動だったこと、および2階F階段の横引シャッターが故障していて開放状態だったこと、以上によるものである。それらは民法717条に該当する。また同ビルの共同防火管理体制が全く取られていなかったことにより、火災発見後に保安係員が7階プレイタウンへ何らの通報もせずに放置して、被災者らの早期避難を不可能にした。
千土地観光（プレイタウン経営者）
プレイタウンは、千日デパートビルの7階で風俗営業をおこなっており、避難階段や避難器具の安全確保を図るべきなのに、唯一安全な避難階段である「B階段」の出入口前にクロークを設置して使用困難な状態に置き、唯一の避難器具である「救助袋」も長年にわたり保守管理を怠り、破損箇所を修理せずに放置していた。また日頃からの避難誘導訓練をおこなわず、火災発生後に同店へ煙が流入してきた際に、煙が蔓延するまで数分間の余裕があったにもかかわらず、被災者らに対する適切な避難誘導を怠り、重大な被害結果を招いた。
ニチイ（工事発注者、出火元の店舗経営者）
工事発注者としてデパートビル3階の電気工事に立ち会い、工事中の出火防止に努めるべき義務を果たさなかったこと、3階防火区画シャッターラインの真下に陳列台を置いて同シャッター閉鎖を妨げ、また4階へ通じるエスカレーターのカバーシャッターを閉店後に閉鎖せず、火災拡大防止を怠った。
O電機商会（電気工事請負業者）
千日デパートビル3階の可燃物が多い繊維製品売場において火災発生当夜に電気工事をおこなった際、喫煙場所を定めず、水を入れた容器などを用意して火災発生を未然に防止すべき注意義務に違反して、工事監督が3階売場を不用意に歩きながら喫煙し、火が点いたマッチや煙草を3階出火推定場所に捨てたために繊維製品（夏用洋布団）に引火させ、火災を発生させた重過失ならびに初期消火作業の失敗によって火災の延焼拡大を招いた。
以上の理由により原告は、これら被告4社の共同不法行為（民法719条1項）として被告各社に「連帯して賠償の責任がある」とした。損害請求額については、当初は死亡者一人につき最高6,377万円、最低783万円、平均一人あたり2,600万円とした。一律請求方式を採らず、遺失利益および慰謝料の相続分、固有の慰謝料など、従前通常の損害賠償請求方式とした。一律請求にしなかった理由は、本件の被害者全員が有職者であったところ、各人の収入に差が見られたため、その状況で一律請求をおこなうと、認定される額が収入の低い者を基準に算定される恐れがあることを考慮せざるを得ず、実質的な公平という観点を重視したことによる。

### 被告4社の主張
原告側の主張に対し被告4社は見解を答弁書で示し、「原因については今は何も言えない。原告の請求額は認められない」「責任は他社にある」「警察が言う出火原因は間違っている」などと主張して、被告4社はいずれも賠償責任を否定した。O電機商会は、出火原因を否定し、大阪地検の工事監督に対する不起訴処分決定を援用した。ニチイは、工事による出火を否定し、3階の管理責任はすべて日本ドリーム観光にあると主張した。日本ドリーム観光および千土地観光両社は、出火責任はニチイにあると主張し、独自の管理責任ならびに独自の避難誘導責任の有無について争いつつ、不可抗力論を展開する主張をおこなった。

### 訴訟の主な争点に対する原告側の見解
本件火災によって甚大な人的被害を出した責任と問題点がどこにあるのか、原告団（遺族会）は法律上の観点から見解を示した。複合用途に供される商業ビルにおいて共同防火管理が欠如していた点、防火管理責任の所在の曖昧さ、ビル滞在者に対する安全確保と避難誘導の意識欠如、デパートビルの設備について保守点検を怠っていたことなどを指摘し、被告各社の責任を追及した。原告の見解の要約を以下に引用する。
複合用途ビルにおける共同防火管理体制の欠如

本件ビルは、複合用途の建物であり、複数の管理権原者が売場を管理している。日本ドリーム観光は地下1階から6階までを、ニチイは3階および4階を、千土地観光は7階をそれぞれ別個に防火管理者を選任して防火管理にあたっていた。したがって、消防法令で規定されている共同防火管理体制を取ることが義務付けられている。ところが本件ビルは、その体制が取られていなかったために火災発生や火災状況などが7階プレイタウンに伝達されず、適切かつ迅速な避難誘導がなされなかったことで多数の犠牲者を出すに至っている。その意味で共同防火管理体制が欠如していたことは、防災義務を怠った法令違反として被告人らの懈怠（過失）を為すものといえる。—遺族会原告団代理人、ジュリスト1976（609）
管理責任の所在

本件ビルは、建物全体を一つのテナントが賃借して使用する場合とは異なり、売り場を細分化して多くのテナントに賃借して営業しており、日本ドリーム観光は、ビルの所有者として同ビルを防災上の観点から全体を統一的に管理する義務がある。しかしながら、各テナントにおいても防災義務があることは否定されず、売り場の使用形態からして独自の防災義務が発生するとみるべきである。ニチイの場合、3階および4階のフロア2つ分をほぼ独占的に賃借して営業していたのであり、同ビルの外に看板を設置していることからも営業形態は同ビルの中では独立的かつ中心的である。また同社は営業時間中に独自の保安員を置き、閉店後においては23時まではデパート管理部に届け出なしで残業をおこなうことが認められていた。同社が賃借する各フロアに面した階段やエスカレーターの防火シャッターなどを閉店時に閉鎖することも同管理部から任されていたのであり、ニチイにも保安管理義務があったと解釈できる。このことによりニチイにおいても、自社の売場に対して独自の防災義務が発生するといわなければならず、したがって第三者に対する関係においては、被告両社の防災義務は競合する。—遺族会原告団代理人、ジュリスト1976（609）
保安管理義務の有無については、日本ドリーム観光とニチイの間で主張が対立した。
自衛論および不可抗力について

日本ドリーム観光と千土地観光が主張するところによると「両社には火災発生そのものについては責任がなく、7階プレイタウン滞在者らに対する避難誘導の義務は元々なく、もし仮にその義務があったとしても、客に対する義務があるのみで、従業員は避難誘導の補助履行者であるからその対象ではない」という。しかしながら、プレイタウンは高層ビルの7階最上階で風俗店を経営しているのであり、同店に在店する者全員について安全確保義務があるのは当然である。また火災発生と被害発生とを同一視している点で主張が誤っているといえる。すなわち人的被害の拡大は、新たな要因が加わって起こっているのであり、火災発生の責任とは別の次元で考えるべきである。したがって火災発生の責任が無いからといって人的被害拡大の要因を作り出した者らの責任が阻却されることはない。従業員に対しては避難誘導義務はないと主張する点についても、日常的な防火管理体制における労働者の安全確保義務という観点を欠落させていることから、そのような主張は非難を免れない。
右被告両社は「本件においては煙の回りが非常に早く、有効な避難誘導をおこなう時間的な余裕がなかった」として「不可抗力論」を主張した。元々、火災発生によって避難する場合は、迅速に行動することが要求されるのであって、そのために日常的に十分な防火管理体制が要求される。本件のような煙によって被害が拡大した火災の場合、日頃から建物の構造を把握し、管理上の問題点を洗い出して、万が一の火災に備えた措置を講じておくべきであった。ところが本件においては、日常的な防災および避難誘導体制が全く欠落していたために甚大な被害が発生したものであるから、十分な体制が取られていれば、避難誘導に対する時間的余裕は当然あったと考えられる。またプレイタウン支配人やリーダー格の従業員などの店内構造を熟知していた者は、その多くが避難に成功して助かっているが、その反面、客やホステスあるいはアルバイト従業員などの店内に詳しくない者は、死亡率が高いことを考えると、不可抗力論は成り立たない。—遺族会原告団代理人、ジュリスト1976（609）
失火責任法および民法第717条の適用について

日本ドリーム観光および千土地観光は「失火責任法の適用がある」と主張した。しかしながら同法は、火災を発生させた者の責任を規定した法律であり、右両被告は防火管理業務を怠ったことによって火災を発生させ、被害を拡大させたことによる責任を追及されているのであるから、同法の適用はあり得ない。—遺族会原告団代理人、ジュリスト1976（609）
原告側は、本件火災によって発生した多量の煙が7階プレイタウンに流入し被害を拡大させた主要因について、エレベーターシャフトに欠損部分があったこと、空調ダクト内の防火ダンパーが作動しなかったことなどが挙げられることから、民法第717条による被告の責任を追及した。

### 刑事訴訟およびテナント訴訟からの影響
本件火災の刑事訴訟においては、千日デパートビルおよびプレイタウンの防火管理責任者ら計4名が業務上過失致死傷罪で起訴され（1973年8月10日）、出火の原因を作ったとされる工事監督は証拠不十分により起訴されなかった（同日）。出火責任よりもビルの保安管理責任に対して公判が付されたことは、当時としては極めてまれなことであったために、本件訴訟における司法判断にも大きな影響を及ぼした。一方、テナント訴訟において中間判決が出され（1975年3月31日）、被告となっていた日本ドリーム観光には「各テナントに対する保安管理契約に基づく債務不履行の責任がある」と認められた。工事立会いおよび防火区画シャッター閉鎖の義務が現に日本ドリーム観光にあり、ニチイも工事発注者として監督責任を履行すべきであったが、ビル所有者である被告同社がニチイへの指導を放置していたことは指揮監督上の違反であり、ニチイの不手際は結局のところ日本ドリーム観光の不手際に他ならない、と判断された点は、遺族会損害賠償請求訴訟の判断にも大きな影響を与えた。

### 和解
本件遺族会統一訴訟は、1975年（昭和50年）10月31日の口頭弁論ですべての証拠調べが終了した。同年8月に大阪地裁より当事者双方に和解の打診があり、同年9月以降、裁判と並行して8回に亘り交渉が重ねられた結果、同年12月26日に大阪地裁民事三部（裁判長裁判官・黒川正明）で開かれた「第9回和解交渉」で原告、被告双方が合意に達し、和解が成立するに至った。
和解条項は以下のとおりである。
1. 損害額の総額は、91遺族で18億5,000万円とし、その額から既払金を差し引いた残額11億8,000万円を被告は支払う。
2. 上記損害額の被告間の負担割合は、ニチイ「4」（＝7億4,000万円）、千土地観光ならびに日本ドリーム観光「6」（＝11億1,000万円）とする[注釈 2]。
3. 1および2の支払金につき、ニチイについては同年12月27日までに全額を、千土地観光ならびに日本ドリーム観光は、その一部を上記同日に支払い（3社で5億5,780万円）、残額6億2,220万円を1976年（昭和51年）9月末日までの分割として支払う。
4. 原告は、その余の請求を放棄し、被告ら相互間でも、本件について互いに求償しない。

原告側が和解に応じた理由は、すでに火災事故から3年余りが経過し（1975年）、遺族の窮状からすれば迅速な救済を実現することが必要であったこと、提示された和解額は、一律の慰謝料900万円を含んで1遺族当たり約1,400万円から3,200万円、平均すると2,040万円弱で、当初の請求額（総額約27億6千万円、平均2,600万円）からすればかなり低い額であったが、被告側からの当初回答額1,000万円からすれば相当な前進であり、大阪地裁が提示した和解額17億5,000万円に被告各社が1億円を上乗せしたことから和解の糸口に繋がったこと、判決文または和解条項において、責任問題については触れられなかったが、実質的には被告各社にその責任を認めさせたことなどを評価した結果によるものである。
和解に際して、公判中に原告が被告から受けた心無い発言「逃げなかった犠牲者にも落ち度がある」に対しては被告側から陳謝の言葉があったものの、記者会見の席で日本ドリーム観光関係者が「まだまだ主張したいことはあるが、遺族のことを考えると和解するのが得策だ」などと発言したことで弁護団や遺族の間からは「裁判官の前で被告らが誓った心ある解決とは言い分が違う」と怒りの声が上がった。結局、原告被告双方の間で心情的に歩み寄ることはなく訴訟は終了した。その後に弁護団は声明を出し「被告各社は被害者の早期救済を怠り、互いに責任を転嫁した。今回の和解は補償額としては不十分だが、迅速な救済と企業の社会的責任を認めさせることができた」と締めくくった。

## テナント訴訟
千日デパートに入店していたテナントによる損害賠償請求訴訟は、罹災テナント業者が集まって結成した「千日デパート罹災業者復興対策委員会」を始めとして各テナント団体や出店テナント個別による訴訟が提起されたが、そのなかでもテナント団体「松和会（しょうわかい）」が日本ドリーム観光に対して、火災被害による損害賠償と賃借権保証を求めて争われた訴訟が最も代表的である。当初「松和会訴訟」において大きな争点となったのは、被告（日本ドリーム観光）には各テナントに対する保安管理契約が存在するのか、また原告（松和会）が被った損害について保安管理契約に基づく債務不履行の責任があるのか、以上2点についての有無であった。「中間判決」で被告に対して保安管理契約の存在と債務不履行の責任が認められたことにより、各方面で争われていた民事訴訟が大きく進展するきっかけとなった。中間判決後の争点は、具体的な補償額と補償範囲の決定に移っていったが、もっとも激しく争われたのはデパートビルの営業再開に際して、建物を補修して再利用するのか、それとも取り壊して新しく建て直すのか、この点について原告と被告の間で主張が対立した点だった。また被告がデパートビルを建て替える根拠として主張した「建物の物理的滅失および経済的滅失、それに伴うテナントの賃貸借権喪失」についても双方の間で、その存在の有無が争われた。最終的には原告側がデパートビルの建て替えを認め、被告側は原告の賃借権を保証して即決和解が成立した。その後、終局判決で補償額と補償範囲が確定し最終覚書が締結され、松和会は訴え取り下げ、訴訟は終結した。解決までに訴訟提起から15年9か月、火災発生からは17年2か月を要した。以下に「松和会訴訟」を中心にテナント訴訟の経緯を記す。
「松和会」とは、千日デパート創業時に賃貸契約テナント94業者で結成されたテナント団体である。設立の目的は賃貸契約テナントの権利保護についてデパート側と交渉し、店主同士の親睦を図るためだった。本件訴訟を提起した時点で36業者が加盟していた。団体名称の由来は「デパート側と和する」という意味合いで「和」一文字用い、日本ドリーム観光・代表取締役社長「松尾國三」の「松」とを合わせて団体名とした。

### 仮処分申請までの経緯
千日デパートは火災発生翌日の14日から全館で休業状態になった。同デパートの罹災した171店舗のテナントは、早期の営業再開を実現するために同日「千日デパート罹災業者復興対策委員会（以下「復興対策委員会または復興委」と記す）」を結成した。復興委は営業再開へ向けた準備のために役所や金融機関を回って陳情した。15日の復興対策委員会総会に千日デパートの経営会社である日本ドリーム観光・常務取締役を兼務するデパート店長が出席し「デパートビルの復興に全力で取り組み、一日でも早い営業再開を目指す」という意向を表明した。しかし、それからわずか3日後の18日の復興委メンバーとの面会でデパート店長は態度を一変させた。復興委との交渉において日本ドリーム観光は「テナント（ニチイ千日前店）が火災を起こしたのだから我々こそが被害者である」と主張した。また失火元のニチイ千日前店店長も17日の復興委総会に出席して挨拶したが「火災は工事業者（O電気商会）の失火である」ことを強調し、自社の責任を否定した。ニチイは、復興委と合同で「特別合同委員会」を設立し「店舗の復興とその方法を考えたい」とする見解を示した。またニチイは20日の復興委総会において道義的責任から「見舞金5,000万円」を提示したが、復興委側は提案を拒否し、金額については引き続き交渉するとした。日本ドリーム観光の態度が協力的姿勢から対立姿勢へ変化した理由は、火災発生の責任が自社に及ぶことを警戒し始めたからだと考えられた。
復興対策委員会は日本ドリーム観光に対し、団体交渉などを通じて早期営業再開の度重なる要望をおこなった。しかし同社は、当初表明していた早期営業再開の方針を大きく変えようとしていた。6月下旬、デパートの営業再開に向けて「首相官邸」や「関係省庁」、大阪府や大阪市の各役所、大阪市消防局、大阪府警などに陳情する復興委の行動を知った日本ドリーム観光・代表取締役社長の松尾國三は「そのような行動があるならデパートの営業再開はしない」と方針を一変させ、デパート店長は社長の方針転換を復興委メンバーに告げた。その方針に対して一部の復興委メンバーは反発し、7月1日深夜にデパート店長を自宅近くで待ち伏せ、日本刀を片手に店長を脅して拉致した。そして千日デパートから程近い喫茶店内に設置された復興委本部で約8時間にわたり店長を監禁状態にして休業補償を要求し、書類に署名するよう強要した。「店長監禁事件」をきっかけに、日本ドリーム観光側の態度が硬化し、復興委内部の足並みが乱れ始めた。復興対策委員会は、早期営業再開を求めるのと同時に休業期間中の補償を求めていたが、日本ドリーム観光の回答は「当社に失火責任は無く、ビルが使用できるかは調査中であり、その目途は立っていない。補償交渉には当分応じない」というものだった。これに対し復興委は反発し「民法上もビル所有者の責任は当然ある」として早期営業再開と休業補償に応じなければ街頭などで抗議行動を起こすと表明した。
話し合いにも説明にも応じない日本ドリーム観光に業を煮やした復興対策委員会は、7月10日午前に集会を開いた後、午後から340人の参加者が主張や要求が書かれた「むしろ旗」150本を掲げ、御堂筋ミナミ界隈を3時間に亘りデモ行進した。一行の代表は新歌舞伎座（1958年竣工・難波新地5番町）の中にある日本ドリーム観光本社で幹部に面会を申し入れたが叶わず、その後に新歌舞伎座の前で抗議活動をおこなった。デモ行進翌日の午後、千日デパートビルの1階南側外周部に入店している13店舗が営業を再開した。ビルの使用許可が大阪市から下りていない中での強硬再開だった。これに対して日本ドリーム観光は営業中止を勧告したが、テナント側は「死活問題だ」として拒否した。復興対策委員会は、早期営業再開要求などの長期闘争に備えて日本ドリーム観光の保有株の一部を取得し「一株運動」を展開した。7月17日までに総株数1億5,200万株のうちの1万5,000株を取得したうえで名義変更をおこない、9月末の株主総会に出席し、日本ドリーム観光側の責任を追及すると表明した。
店長監禁事件とデモ行進後の7月中旬に日本ドリーム観光は、罹災テナントに対して話し合いで解決したい旨を申し入れてきた。右同社は社長の松尾國三との会談をおこなうにあたり、テナント側の出席者を一方的に指名した。復興対策委員会メンバーは、いくつものテナント団体が集結して結成されていたが、主要な各団体からはそれぞれ代表者1名のみが指名された。ところが「店長監禁事件」を起こしたメンバーが所属するテナント団体と復興委は代表者が指名されなかった。これに激怒した復興委側は、各テナント団体を解散させ、店長監禁事件を起こしたメンバーが率いる団体へ一本化するために各会員らを強制加入させようとした。その動きに対してテナント団体の一つである「松和会（しょうわかい）（37名）」は解散要求に応じず、テナント団体同士の対立は深まっていった。松和会は8月20日に総会を開き、復興委から再三にわたり解散要求を突きつけられたことから、この出来事を機に復興対策委員会を正式に脱会することを決議した。松和会役員は、非公式ながらデパート店長に面会し、独自に日本ドリーム観光と交渉する承諾を得ることに成功した。松和会が脱会した後に復興対策委員会は二つのグループ「旧千日デパート罹災業者復興対策委員会（62名）」と「新千日テナント会（61名）」に分裂した。
9月28日に日本ドリーム観光の「第百回定時株主総会」が大阪府立体育館で開かれた。総会には旧復興対策委員会メンバーの「一株株主」約300人が出席した。総会で発言した代表取締役社長の松尾國三は、遺族補償について「ニチイとO電機商会が中心になり、火災関係4社で補償について折衝してきた」ことを報告したあと、ニチイを批判したうえで「ビルの所有者だからといって被災したテナントに休業補償する考えはない。全国のビル業者のためにもこの線は譲れない。たとえ裁判に持ち込まれても最高裁まで徹底的に争う方針だ」と述べた。またデパートビルの復旧については「ビルの耐力診断を建設省建築研究所に依頼しており、その結果が今月末（9月末）にも判ることから、それを待って復旧対策を立てる」と述べた。テナントに対する休業補償については、社長の口からはっきりと拒否の姿勢が示されたことで「一株株主」たちは激しく抗議したが発言は封じ込められ、総会は1時間ほどで終了した。株主総会に出席した旧復興対策委員会メンバー代表は、日本ドリーム観光との営業再開の交渉が進展しない中で今後の方針として「これ以上交渉しても望みはないので民事訴訟を起こすつもりだ」と表明し、争点を法廷に持ち込む構えを見せ始めた。ニチイに対しては「ビル復興後に補償交渉に入る約束だったが、復興の目途が立たないので早急に交渉に入りたい」と述べた。一方、松和会はあくまでも話し合いによる解決を模索した。
火災発生から5か月、株主総会から1か月が経った10月下旬、日本ドリーム観光から各テナントの経営者に対して一通の内容証明郵便が送られてきた。その内容を要約すると、おおよそ以下のようなことが書かれていた。
（要約）大阪市建設局の指示に従って千日デパートビルの体力診断を「建設省建築研究所」に依頼したところ、火災の影響によって建物の耐用年数が非常に短縮されたという結果が出た。同ビルを改修または補強するなどして再使用するとなれば、新築するのに等しい工期と資金を要するにもかかわらず、経営面からみれば売場減少による収益の悪化は避けられず、莫大な資本を投下しても資金を回収することは明らかに不可能であり、したがって同ビルは物理的または経済的に滅失したと判断できる。よって同ビルを新しく建て替えることになったので、従来の各テナントの賃貸借契約は火災当日で終了した。契約が終了したので入店時に与った保証金と振興協力金は清算したうえで各テナントに返却する。新ビルが落成した際には、保証金と振興協力金持参で入店申込できる。ただし、建物の設計ができていないので場所や坪数、新賃貸条件をまだ明示できない。このような事態になったのは第三者による重失火の結果である。—日本ドリーム観光株式会社　代表取締役社長　松尾國三、現場に神宿る2006
日本ドリーム観光は、千日デパートビルを営業再開するにあたり大阪市建設局から「公的機関にデパートビルの耐力診断の調査を依頼し、補修するか改築するかを決定せよ」と命令され、それに従い「建設省建築研究所」に調査を依頼していた。調査の結果は「受託試験研究報告書」にまとめられ、その結果を基に日本ドリーム観光が示した判断は「火災によって建物は火害を受け、物理的にも経済的にも滅失した」というもので、千日デパートビルを建て替える決断が下された。そのことによって各テナント経営者に対して「契約解除」を通告する内容証明郵便が送られてきたのだった。罹災テナントは、家主からの一方的な通告によって千日デパートビルの賃借権を失い、早期営業再開の望みが絶たれてしまった。キーテナントであるニチイ千日前店も「火災の責任は、右同社の防災上の不注意によるものである」とする日本ドリーム観光の主張により、保証金4億円の返済無しで賃貸借契約解除を通告された。
1972年11月15日、デパートビル建て替え計画による賃借権喪失の事態を受けて、二つに分裂した復興対策委員会のうち、旧復興委グループに所属する一部会員が日本ドリーム観光を相手取って賃借権確認の訴訟を起こした。復興委から分裂した新千日テナント会は、日本ドリーム観光との交渉で千日デパートビルの建て替え計画に同意した。一方の松和会は、弁護士の中坊公平によって内容証明郵便に対する回答文を作成し、差出人を松和会会員の各個人名にして日本ドリーム観光に返信した。以後、日本ドリーム観光と交渉するにあたり、中坊弁護士が松和会の代理人を務めることになった。
松和会は、社長の松尾國三と直接交渉する際、いくつかの要求を提示した。
1. 新ビル建設の場合は、松和会会員に賃借権を保証すること。
2. 新ビル入店後の賃料は他店と同額で良いが、休業損害分を家賃から控除し、その割合を話し合うこと。
3. 商品などの損害を即時弁償すること。

しかし日本ドリーム観光側は、保安管理契約の存在および保安管理契約に基づく債務不履行の責任と損害賠償責任について認めようとせず、交渉は進展しなかった。松和会側が右同社の求めに応じて保安管理責任の根拠を具体的に示したところ、同社常務取締役のデパート店長は交渉を中断して席を立ってしまい、交渉は決裂した。それ以降、同社の態度は更に硬化した。日本ドリーム観光は松和会に対して何度か和解案を提示してきたものの、同会としては、自分たちの要求を無視するかのような内容で到底応じることができないものだった。この頃、日本ドリーム観光に対しては、旧復興対策委員会の一部メンバーが提起した賃借権確認訴訟のほかに、ニチイは賃借権妨害予防に関する仮処分申請を出していた。仮処分申請を受けて日本ドリーム観光はニチイに対して損害賠償訴訟を提起し、ニチイは反訴で日本ドリーム観光を提訴した。また火災被害者遺族が日本ドリーム観光を含む火災関係4社を相手取って損害賠償請求訴訟を提起していた。千日デパートビル火災を巡る民事訴訟は、徐々に「訴訟合戦」の様相を見せ始めた。日本ドリーム観光は、1973年に入ってからニチイや被害者遺族、旧復興委メンバーから損害賠償請求訴訟を提起されて既に被告となっていたが、その最中にも千日デパートビルの再建計画を着々と進めていた。右同社は、1973年4月から工事に取り掛かり、1975年春までには新ビルを完成させる方針を明らかにした。総工費は50億円で地下3階、地上9階から10階建ての賃貸形式の商業ビルを新たに建設し、旧テナントは基本的に全て新ビルに入店させる計画とした。ただし「ニチイ千日前店」については、訴訟係属中であることや火災責任の問題、感情的なわだかまりがあることなどから「新ビルへの入居を認めるのは難しい」とする見解を示した。また同社は「プレイタウン」などの風俗営業店を新ビル内で営業することは取り止めるとした。日本ドリーム観光から持ち上がった「デパートビル再建計画」の動きに対して被害者遺族で結成した「千日デパートビル火災遺族の会」52遺族135名は、千日デパートビルの証拠保全を大阪地裁に申し立てた。これにより、千日デパートビルの取り壊しは、当面の間できなくなった。
松和会は、本件火災によって店舗が被災し、営業再開の目途が立たない状態で交渉が長引けば、収入も無くなり各会員の生活が困窮するのは明らかであったため、中坊弁護士を団長とする6名の弁護士で構成される弁護団を結成した。そこで松和会は、和解交渉を有利にする切り札として1973年6月1日、日本ドリーム観光に対して会員1人当たり毎月10万円の生活費の支払を要求する仮処分を大阪地裁に申請した。毎月合計約360万円の支払い要求だった。ところが仮処分申請は緊急性がないと判断されて認められず、弁護団は同年9月14日に申請を取り下げた。松和会各会員の窮状を救う目的での申請だったが、一部の会員は千日デパート以外の店舗でも営業活動を続けており、そちらの収益があるだろう、と裁判所に判断された結果だった。

### 損害賠償請求訴訟提起
松和会と日本ドリーム観光との交渉は一向に進まず、同社の態度が変わる様子もなかった。松和会としては仮処分申請を取り下げざるを得なくなったとなれば、あとは訴訟を起こすしか解決策は残されていなかった。1973年10月11日、松和会会員35名（以下、原告と記す）は、日本ドリーム観光（以下、被告と記す）に対して火災によって被った物損額および弁護士費用の合計2億2,832万5,026円を請求する損害賠償請求訴訟を大阪地裁に提起した。
本件訴訟本来の目的は、賃借権の保障と損害賠償請求であったが、とりあえず被告の責任を明確化することに主眼が置かれた。本件訴訟は失火元（ニチイ）に対する訴訟ではなく、被告が自らの責任を否定して「我々こそが火災被害者である」と主張していることに加え、「管理責任にはいろいろな意味がある。火災に対して我が社が全ての責任を負うわけにはいかず、裁判で争う」などと各テナントに対して保安管理契約が存在しないと主張しており、さらには資本金76億円の大手企業相手の訴訟であることなど、原告が勝訴するには厳しい裁判になると予測されたことから、勝てる見込みがあるところから攻める方策がとられた。そのために賠償額と補償範囲の請求を最小限に留めていた。被告と各テナントの間で交わされている賃貸借契約には、商品や店舗に対する保安管理義務を具体的な文言で記した条文や条項は無かった。それを根拠に被告同社は責任を一切認めようとしなかったので、原告は状況証拠を積み上げて被告の原告に対する保安管理契約の存在および保安管理義務と債務不履行の責任があることを証明しようとした。
公判において原告が示した被告の保安管理契約が存在する根拠は以下のとおりである。
- 被告は、千日デパートビル内の保安管理業務を被告人らがおこなう前提で各テナントの夜間宿直を禁止していた（店内規定10条四項）。
- 各テナントは、賃料とは別に毎月「付加使用料」名目の「共同管理費（以下、管理費と記す）」を支払っており、その一部は保安係員の給与に充当されていた。
- 原告が被告に支払っている管理費は、保安管理業務をおこなうための対価であり、その額は一坪当たり月額2,500円で高額だった。
- 被告は、保安係長を人員整理しようとして松和会が反対した際に、千日デパート管理会社社長が「商品などの保安面は自分が監督し、何か起きた時は会社が責任を持つ」と発言したことがある。
- 被告は、店内の夜間工事に際して保安係員を終始立ち会わせ、保安管理業務をおこなわせると約したうえで、1972年3月に人件費高騰を理由に管理費の値上げを各テナントと交渉していた。
- 管理費の値上げ交渉をした際に被告が示した保安係員の職務規定には「火災等に対する保安上の予防ならびに監視に関する業務」「店内諸工事に対する立会い、ならびに監督業務」と明記されている。
- デパート閉店後の深夜、デパートビル内に泥棒が入ってテナントの商品が盗難された際に被告は保険で補填された分を差し引いた金額を賃借人に弁償したことがある。
- 賃貸借契約書には「被告の責任によらない事故等でテナントが被った損害は、その責を負わない」と書かれているが、被告の説明では「契約書に書かれているとおりである。管理上の不手際があり、会社に責任がある場合は全責任を負う」と発言している。
- ビル管理に不安を感じた各テナントは、管理組合を作って自主的に管理したいと被告に提案したところ、「管理は我社が責任をもってやる」「テナントの行為は奪権行為だ」などと発言し、提案は受け入れられなかった。

また原告が示した「被告には保安管理契約に基づく債務不履行の責任があった」ことの根拠は以下のとおりである。
- 被告には、テナントがおこなう店内工事に際して工事届を提出させ、保安係員が工事業者の出入りを確認する義務がある。ところが火災当日において工事届は提出されておらず、その状況で工事人らを漫然とビル内に入館させ、工事を施工させた。被告は保安係員の閉店時の巡回の際に3階で未届の工事作業を現認しながら、それを中止させる措置を取らず、工事人らの入館確認（氏名、人員等）も怠った。
- 被告は、防犯防火の保安管理のために保安係員を夜間店内工事に立ち会わせ、工事人らの工事業務を監督すべき業務を負担しているが、火災当日の工事に保安係員を立ち会わせず、工事人らに対する監督業務を尽くさなかった。
- 被告は、万が一に火災が発生した場合には損害を最小限に抑えるために原告の財産を保全するため、保安係員および工事業者に火災の通報や消火活動に関する教育をおこなう義務を負担しているが、被告は工事人らに防火教育を尽くさなかったことにより火災を初期段階で消火できなかった。
- 被告は、保安管理業務を遂行するにあたり、一定数以上の保安係員を常に確保する責務を負っているが、当初は8名の人員で夜間業務をおこなっていたところ、被告は原告の承諾も得ずに6名まで人員を削減した。火災当夜においては4名の保安係員で夜間業務をおこなっていたにもかかわらず、欠員の補充を怠った。このため工事の立会いや監督を為し得ず、火災発生に際して初期消火や延焼防止等の十分な保安業務を遂行できなかった。

以上の請求原因により、原告は被告に対して損害賠償請求の金員および損害賠償を請求した日（1972年5月18日）以降の法定割合による損害遅延金の支払いを求めるとした。
公判において被告は、原告側の請求原因の主張に対して以下の答弁をおこなった。
- 以下については、いずれも認める。
  - 火災の発生状況と発生原因について。
  - テナントに夜間宿直を認めなかったこと。
  - テナントが被った盗難被害の損害金の一部を補填したこと。
  - 一坪当たり月2,500円の管理費を各テナントから徴収していたこと。
  - 管理費に保安係員の人件費が含まれていて人件費と管理費との間には対価関係があること。
  - 千日デパートビルにおいて原告が被告から各階の床部分を区分して店舗営業用として賃借していた実態と状況は、坪数と金額を除いて認める。
- 以下については認めない。
  - 上記について、それらが原告と被告間の保安管理契約に基づくものであるとの主張は認めず、全面的に争う。
  - 保安管理契約については、それを締結したことは否認する。ただし1963年（昭和38年）7月に千日デパート管理会社から日本ドリーム観光が業務を引き継いだことは認める。
- デパート保安係員は、被告が独自におこなう千日デパートビル全体の維持管理、運営の一環として夜間当直をおこなってビルを警備していたものである。したがって原告と被告の間に有償の保安管理契約があったことにはならない。管理費と保安係員の人件費との対価関係においても、各店舗部分を管理する義務および本件火災の結果責任を問うような管理義務が被告に存在するものではない。
- 原告に対する債務不履行があったことを否認する。ニチイの工事に際して工事監督から被告に対して事前に「工事願い」が提出されており、火災当日においては保安係員が工事人らの出入りを確認している。本件火災は被告にとっては不可抗力であり、その損害の責任はニチイが負うべきであるから被告に賠償責任はない。
- 原告が被った損害について、火災による焼損および冠水があったこと、原告と被告間に商品や什器備品などの損害についての折衝があったことは認める。しかしながら、被告が損害賠償に応じなかったことから原告が訴訟代理人に委任して本訴を提起し、弁護士報酬の支払いが発生し原告らが損害を被った事実は被告としては不知であり、損害賠償金の支払いについては争う。

上記の答弁に加えて被告は仮定抗弁をおこない「仮に原告（松和会会員）に対する『保安管理契約』があったとしても、債務は履行しており、原告が本件火災によって被った損害は、被告の責任によらない事由によるものである」との主張をおこなった。抗弁のなかで被告は、テナントがおこなう店内改装工事の管理監督について「工事の際にはテナントに保安管理上の注意を与えていたうえで工事を認めていた。また被告は工事現場を回って保安管理上の点検をおこない、その都度テナントに注意していた。火災当日は工事の管理監督はニチイがおこなっていたのであるから、被告がおこなう保安管理は従来からの内容で十分であり、それで過去に問題が起きたことも無かった。被告はニチイに対して事前に保安管理上において喫煙などの注意すべき事柄を打ち合わせを開いたうえで要望し、書面で手渡している。よって工事の管理監督はニチイが行うべきものである」と主張した。保安係員が火災発生後に取った措置について被告は「（経過説明を加えながら）消火活動や消防への通報、消防隊が到着してからの隊員の誘導など、可能な限りの対処をした」ことを主張した。また被告の責任については「火災の原因はニチイの店内工事をおこなった工事人の火の不始末であり、ニチイが当該工事を管理監督していた。被告はニチイに対して事前に火気の取り扱いなど保安管理上の注意を与えており、閉店後の館内巡回の際にも保安係員が工事人に火気について念押しして注意を与えていた。火災発生後は保安係員が極限状態にありながらも可能な限り消火に向けて対処した。以上のことから本件火災の発生および延焼について、被告に責められるべき点は何ら存在しない」と主張した。
被告の仮定抗弁に対して原告は認否と反論をおこない「火災の原因が工事人のタバコの不始末に起因することは認める。しかしながらニチイのデパートビル3階の管理は独占排他的なものではない。3階にはニチイ以外に原告会員の店舗が3店舗営業しており、被告は、それらに対する保安管理業務も履行しなければならない。ニチイは、被告の原告に対する保安管理義務の履行補助者に過ぎない。工事人のタバコの不始末が火災原因であるならば、その責任は監督者であるニチイにあり、ニチイの責任はビル管理者である被告の責任である。また被告はニチイが保安管理業務をおこなううえで、工事人に防火教育をおこなっているかを監督し確認する義務がある。被告はその義務すらも怠っている」と主張した。
以上のように保安管理契約の存在と右契約に基づく債務不履行による責任の有無に関する原告と被告との主張は真っ向から対立した。本件訴訟についてはビル所有者とテナント間の賃貸借契約に関する法律的な解釈の先例が乏しく、ビルの管理責任に関する裁判も分野的に新しい案件であることから難しい訴訟となった。文言による契約が存在しないことは原告側には圧倒的に不利であり、仮に保安管理契約が存在すると認められたとしても、その契約を日本ドリーム観光が履行しなかったことにより火災が発生し被害が拡大したことを証明できなければ、右被告同社の責任を問えなくなる可能性があると考えられた。失火の責任は工事をおこなったニチイにあるが、工事に立ち会う責任と義務は保安管理契約があるとすれば、根本的な責任は被告にあると考えられるところだが、実際に債務が履行されたのかどうかなど、訴訟に勝つために証明されなければならないことは多かった。
1974年（昭和49年）12月末、被告の証人尋問がおこなわれた直後に裁判長から突然の「結審」が宣言され、次回の公判で判決が下されることになった。これは民事訴訟法第184条（現245条）の規定による中間判決であると解釈された。ただし原告が勝訴すれば「中間判決」となるが、敗訴した場合は「終局判決」となり、原告の訴えは棄却されて裁判はそこで終わるのであるから、どのような判決が下されるのか次回の公判が注目された。

### 中間判決
1975年（昭和50年）3月31日、大阪地方裁判所第20民事部（裁判長裁判官・奈良次郎）で判決が言い渡された。主文は「本訴請求につき、被告に保安管理契約の債務不履行に基づく責任がある」とされ、被告の日本ドリーム観光には、千日デパートの各テナントとの間に保安管理契約が締結されていたこと、保安管理契約に基づく債務不履行の責任があったことを認めた。つまり判決は「中間判決」であった。
まず大阪地裁は、火災原因ついて原告と被告の間に主張の食い違いが無いことから「火災原因は、3階で電気工事に携わっていた工事監督のタバコかマッチの不始末によって起こった（中間判決時点における推定原因）」と民事裁判上の建前として認定したうえで、被告の保安管理契約の存否について証拠に基づき検討した。
- 当事者間に争いがない点としては「火災原因」の他に以下のことが認められた[109]。
  - 原告が被告から店舗用床部分を賃借していること。
  - 被告が千日デパートビルの保安管理業務をおこなっていたこと。
  - 被告の保安係員は夜間に原告らの賃借部分を含むデパートビル内の警備をおこない宿直していたこと。
  - 被告は原告から一坪当たり月額2,500円の管理費を徴収していたこと。
  - 管理費の一部は保安係員の給与に充当されていたこと。
  - 夜間の警備をおこなう保安係員と管理費との間には対価関係があること。
  - 被告は閉店後の夜間にデパートビル内で盗難があった際、テナントの損害の一部を金銭で支払い補填したこと。

原告と被告の間に保安管理契約が存在するか否かについて、大阪地裁の検討結果は以下のとおりである。
（検討の要旨）大阪地裁の検討結果によれば「原告が被告と交わした『賃貸借契約書』によれば、千日デパートの『店内規定』では、原告は館内規定を遵守するよう定められていた。またそれらの館内規定が許容された例は火災当日まで無かった。そのことからすれば、被告が原告の賃借部分における夜間管理の責任を約していたと解釈できる。被告が原告から毎月徴収していた管理費のうち『維持管理費（清掃、設備、防災防犯）』は、テナントに対するサービス的な意味合いがあり、これは通常経費ではない。賃料に含めて徴収できる『保全管理費（ビルの維持）』は、ビルを維持管理するための必要経費である。被告は『維持管理費』を原告から賃料とは別に徴収していたのだから、被告には原告に対する保安管理契約があったと推認できる。また『管理費』は、賃料に含めて徴収することができることから独立した管理契約は必要なく、ビルの適切な機能を発揮する内容としては『賃貸借契約の債務不履行』という構成は成り立つ。保安係員の人件費と原告が支払っている管理費との間には対価関係があり、被告が事業を遂行するために保安係員の職責を定めているのは当然で、そのことからすれば共同管理費を支出する原告との関係においても防犯防火については保安管理に基づく債務の履行として保安係員の職責を定めていると推認できる。原告は被告に対して残業や店内工事は許可制にして、保安係員を工事に立ち会わせるなど夜間保安管理体制を強化するよう要望していた。過去には密度の高い保安管理が行われ、原告被告間で管理費の値上げ交渉が行われたことからしても保安管理契約が存在したと推認できる。夜間デパートビル内で盗難があった際に被告が原告店舗に対して被害額を補填したが、それは保安係員がデパートビルの保安管理を行っている前提で為されたものであるから、保安管理契約の存在を推認することができる」とする判断を示した。
各検討結果
- 原告と被告との間で交わされている賃貸借契約書では「被告は建物管理上において緊急の必要性がある場合は原告らの承諾なしに賃借部分に立ち入り、必要な措置を講じることができる」とされていて（店内規定7条）、原告は被告の書面による承諾が無ければ設備の変更をおこなってはならず、また賃借部分に居住または宿泊してはならず（店内規定8条）、館内規定を遵守するよう定められていたことが認められる（店内規定2条）。またそれは千日デパート開店から本件火災に至るまで許容された例がないことも認められる。夜間においては被告の保安係員が宿直をおこなっていたことは当事者間に争いが無く、賃貸借契約書の約定に対応していると推認され、原告らの夜間宿直を禁止していることは、すなわち原告らの賃借部分の夜間管理に被告が責任を約していると解釈できる[109]。
- 被告は、管理費の支払いがあるからといって原告に対する保安管理契約があることにはならないと主張する。しかし、賃貸借契約上において賃貸人（被告）は賃借人（原告）に対してビルの収益を図れるように建物を維持管理しなければならないが、その点からも維持管理費は一般的には必要経費として賃料に含めることができる。賃料に計上される必要諸経費は、ビルの賃貸借を継続するための諸経費であると解釈できるから、その中の「保全管理費（ビルの維持）」「衛生管理費（清掃）」「機能管理費（電気給排水、設備維持など）」「保安管理費（防災防犯警備）」のうち、「保全管理費」は賃貸借を継続するための必要経費だから賃料に組み入れられるが、「衛生、機能、保安」の各管理費はテナントに対するサービス的な意味合いがあり、通常の必要経費であるとは考えられない。それを賃料とは別に管理費として各テナントから毎月徴収しているということは、賃貸借契約とは別の管理契約または賃貸借契約に付随する保安管理契約があると推認できる[116]。
- 管理費は、ビルの持つ機能を適切に発揮させるために必要な経費であるから、賃料に組み入れて徴収することもできる。そうであれば管理契約を独立して認める必要はなくなる。そのように考えれば本件においては、ビルの適切な機能を発揮する内容の一つとして賃貸借契約の債務不履行という構成が成り立つ[117]。
- 保安係員の人件費と原告が支払う管理費との間には対価関係があり、被告が保安係員の職務内容について被告が自己の事業遂行に必要なものとしてその職責を定めているのは当然であるが、同時に共同管理費を支出している賃借人らとの関係においても、防犯防火等の関連においては、少なくとも保安管理に関する契約に基づく債務の履行として職責を定めていると推認できる。したがって保安管理契約が存在したと推認できる[117]。
- 千日デパートは売場が開放型のショッピングセンターであるから、夜間の店内工事に際しては厳格な保安管理が必要とされる。原告ら賃借人は被告との間でデパート開店当初から保安管理に関する交渉を重ね、夜間の保安管理体制に万全を期し、残業および店内工事については許可制を取り、工事には保安係員を立ち会わせることを約していた。1965年（昭和40年）ころまでは密度の高い保安管理が為されていて、夜間工事には保安係員が工事現場に常駐していた。そのために原告らは坪当たり月2,500円の管理費を支払っていて、被告は火災当日に至るまでの間、管理費の値上げ交渉を3度にわたり原告らとおこなっていた。以上の事実は保安管理契約が存在したことを推測できる事情の一つである[117]。
- 閉店後の夜間にデパート内で発生した盗難によってテナントが被害を受けた際に、被告がその損害を金銭で補填した件に関して、その補填は被告の保安係員がデパートビルの保安管理をおこなっている前提で為されたものであり、被告独自のものばかりではなく原告らのための保安管理でもあると推論される。したがって保安管理契約があると推認できる[117]。

以上の検討結果により、原告と被告との間には保安管理契約が存在すると認められた（参照条文＝民法601条）。その判断理由を大阪地裁の判決文を要約して以下に記す。
原告と被告の間に保安管理契約があると認められる理由

被告がおこなっている千日デパートビルの保安管理は、被告が独自に自己の建物を管理しているだけではなく、被告は賃借人らの夜間の居住と管理を禁じ、その代わりに原告らに対して夜間の安全管理を約し、保安係員を宿直させて賃借人のために保安管理をすべく、そのため高額の費用を徴収しているのであるから、賃貸借契約と同時に、少なくともこれに付随して被告は原告との間にその主張の保安管理契約を締結したものと認めるのが相当である。—大阪地方裁判所第20民事部、判例時報1975（779）
被告が賃借人らに保安上負担すべき責務について

保安係員がおこなう夜間の店内工事の立会いおよび監督は、被告が独自の立場でその保安係員を定時に巡回させ警備する程度のものではなく、賃借人との間で結んだ保安管理契約に基づき、防犯防火の目的を達しうる程度に常駐して立会い、その責任を果たすべきであり、被告が当該店内工事をおこなう賃借人に対して負担する責務であるにとどまらず、他の賃借人らに対しても損害を加えられることを阻止すべきであって、その意味では当該店内工事をおこなう賃借人以外の賃借人に対して保安上負担する責務であると認めるのが相当である。—大阪地方裁判所第20民事部、判例時報1975（779）

次に大阪地裁は、原告が主張する「被告の保安管理契約に基づく債務不履行による責任」の有無について、以下のとおり検討した。
（検討の要旨）大阪地裁の検討結果によれば「原告は、被告の保安管理契約に基づく債務不履行による責任には『6つの要因』があると主張していたが、そのうちの『工事届出書と工事人の出入店確認』『夜間工事の立会および監督業務』『防火教育』『保安係員の人員』について、大阪地裁は右の各債務不履行に関しては被告の債務不履行を否定した（前提となる事実は一部肯定。結論として否定）。しかしながら『被告とニチイの特約』『防火区画シャッターの閉鎖』については、被告の保安管理契約に基づく債務不履行があったと原告側の主張を認めた。『被告とニチイの特約』の債務不履行とは、ニチイは火災当日において閉店後に防火シャッターを閉鎖せず、店内工事に立ち会わず工事監督に一任すれば十分だと考えた。しかもそれらのことを被告に報告しなかった。これはニチイ側の特約違反であり右同社の落ち度である。被告がニチイに3階および4階の管理を任せていたことは、原告に対する債務履行の代行者を選任したことに他ならない。ニチイが夜間店内工事を工事監督に一任したことは原告に対する債務履行の許容限度内とは認められない。工事発注者（ニチイ）と工事請負者（O電機商会工事監督）は、工事の進捗状況や施工について監視、被監視の立場で利害が対立するのであるから、ビルや売り場の保安管理の履行について立会いが許容されるとはいえない。従って工事監督は、ニチイおよび被告の適法な履行代行者とは見做されず、単なる履行補助者である。結局のところ工事監督の不始末は被告の不始末だと言え、被告がニチイに対する監督指導を怠り、適切な工事立会い者を置かなかったことが火災の根本原因であるから、被告には原告に対する保安管理契約に基づく債務不履行の責任がある。また『防火区画シャッターの閉鎖』の債務不履行とは、被告は夜間閉店後に売場内の防火区画シャッターを閉鎖しなかったが、保安管理業務を万全にする観点からは、被告には火災被害を最小にする義務があり、火災発生時には防火区画シャッターを閉鎖する体制を構築すべきだった。それらの義務を尽くしていれば、結果が回避できたのは明らかである。売場内の防火区画シャッター閉鎖は労力や費用が掛かるものではないことからしても、被告の債務不履行の責任は免れない。またニチイの特約違反があったとしても、それは被告がニチイに対して指揮監督違反を犯したことに他ならないので、被告は防火区画シャッターを閉鎖しなかった責任を免れない」とする判断を示した。
各検討結果
- 工事届出書と工事人の出入店確認について[119]

ニチイがおこなった火災当日の店内工事において、ニチイから被告に「工事届出書」が提出されていなかったが、工事届出の趣旨は手続き上の確認と保安管理上の対策のためであるから、届出書類の未提出という手続きの違反があっても工事監督から事前に「入店願い」と題する書類が被告に提出されている以上、そのことを以って本件火災との間に因果関係があるとはいえない。また工事人の出入店確認については、保安係員の入店確認に甘さがあったことは窺われるが、工事監督の泥酔状態を入店すべき者ではないとして拒否すべきとの資料も無いことから、入店確認の甘さが直接的に本件火災に関係したとはいえない。
- 夜間工事の立会および監督業務について[120]

被告は原告らとの間の保安管理契約に基づき保安係員を工事に立ち会わせ、保安上において工事人を監督すべき義務がある。その義務は単に巡回時に注意すれば足りるものではなく、常駐の立会い義務であり、その内容は具体的事情に応じて適切な対策を講じるものである。本件火災においてはニチイの店内工事に保安係員を立ち会わせていなかったのは明らかであるが、もしも保安係員が火災当日の工事に立ち会いをしていれば、工事人の喫煙について管理可能であったと認められる。またそのことにより、工事人よりも早く火災を発見することができ、十分な消火知識を持った保安係員が初期消火をおこなえた可能性が高く、大きな惨事に至らなかった蓋然性が濃い。被告は賃借人がおこなう工事には賃借人自らが立ち会うべきだと主張するが、賃借人がおこなう当該工事の立会いは、工事が計画通りに施工されているかなどの進捗状況の確認をすることに主眼が置かれるから、自己の利益のための任意的性質が強く、たとえ賃借人に工事立会い義務があるとしても、それは他の賃借人に対する義務ではない。本件では賃借人の工事立会いは、被告または他の賃借人に対する義務の履行であると認めるべき証拠がない。
- 被告とニチイの特約について[121]

ニチイ千日前店は千日デパートのキーテナントであり、同デパートの一賃借人としては賃借面積および賃料、資金が他の賃借人と比べて巨大であり、その地位は特別なもので様々な特約を被告と結んでいた。例えば残業は届け出なしに23時までおこなうことができ、営業中は独自の保安係員を配置できた。残業終了後には自社の売場である3階ないし4階の階段出入口や防火シャッターの閉鎖、消灯、機器類の電源を落とし、店内の居残り確認をしたあと、扉を施錠して被告の保安係員に引き継いでいた。また独自の自衛消防組織を編成して消防訓練を実施さえしていて、ニチイ独自の冷暖房強化工事に際して被告と他の賃借人に損害が出た場合の特約を結んだこともあった。その状況下で火災当日においてニチイは店内工事に立ち会わず、閉店後に閉鎖すべき防火シャッターを閉鎖せず（3階E階段と4階エスカレーター）、そのことを被告に引き継がなかった。また工事の立会は工事監督に委ねれば十分であると考えた。これらのことは被告との間の特約に基づく保安業務の遂行に落ち度があったと認めることができる。しかしながらニチイの特約違反があったとしても被告の債務不履行の責任が否定されるものではない。被告がニチイに3階ないし4階の保安管理をさせていることは、原告らに対する保安管理契約の債務履行につき履行代行者を選任したことにほかならない。1階ないし3階にはエスカレーターにカバーシャッターが設置されておらず、3階にはニチイ以外に他の賃借人が店舗を構えており、ニチイが3階を独占的に賃借しているとはいえず、その状況において被告が直接保安業務に当たらないことを原告らが承認していた事例もある。ニチイの特約に基づく被告の履行代行者としての選任は、原告らに対して債務不履行になるのではなく、ニチイがその責任を果たしたか、被告がニチイに対してどのような指揮監督をしたかの問題である。
ニチイは夜間店内工事に際して自社で立会いをおこなわなかったが、被告はそのことについて何らの監督指導しなかった。ニチイは工事の立会は工事監督に一任すれば十分だと考えた。しかしこれは原告らとの保安管理上の債務の履行について許容されている限度内とは解釈できない。工事発注者と工事請負者は、工事の施工や進捗について利害が対立し、請負者は発注者から監督監視されるのであり、保安管理責務の履行につき当事者またはこれに準ずる者として立会いが許容される範囲にあるとはいえない。したがって工事に立ち会う責務の履行において火災当夜の工事監督をニチイおよび被告の適法な履行代行者と見做すことはでいない。工事監督は単なる履行補助者に過ぎず、工事監督の不始末は被告の不始末であり、結局は被告がニチイに対する監督指導を怠り、適切な工事立会い者を置かなかったことに帰すると考えられる。
- 防火教育について[122]

ビル内の工事をおこなう作業者に消火器取扱いなどの防火教育をおこなうのは必要なことである。本件において被告が工事人らに防火教育を怠ったことは防火管理上の措置を欠いたといえるが、仮に防火教育を尽くしていたとしても防火義務のない者に火災を消火し得たと断定することはできない。したがって防火教育を欠いたことに関しては、原告の損害についての債務不履行に基づく責任があったとはいえない。また保安係員の消火活動においては防火区画シャッターの閉鎖、消火器や消火栓の使用による消火作業は欠くことのできない行動であるが、保安係員が火災発生直後に3階へ駆けつけた時には既に初期消火をおこなえる状態ではなく、防火教育の不十分さがあったとしても原告主張のような損害に対する債務不履行の責任があったとはいえない。
- 防火区画シャッターの閉鎖について[123]

デパートビルの1階ないし3階のエスカレーターには防火カバーシャッターが設置されていなかったことから、階段周りのシャッターや鉄扉を閉鎖するだけでは各階の店舗を遮断し得ない状況だった。各階店舗を防火区画シャッターで遮断できてこそ保安管理業務の万全が期されるのであるから、被告は閉店時に同シャッターを閉鎖するか、火災発生時などに直ちに閉鎖できるようにするべきで、火災による被害を最小限に防止する義務があると認められる。被告がそれらの義務を尽くしていれば本件火災においては延焼防止が図られ、また工事監督のタバコの火が火災発生場所で発火する可能性はあり得なかったことになり、結果が回避されたことは明らかである。仮に3階の防火区画シャッターを工事中に閉鎖できなかったとしても、2階の防火区画シャッターを閉鎖するようにしておけば、2階の焼損はエスカレーター周辺の防火区画内に収まったはずで、5階ないし6階のエスカレーター防火カバーシャッターが閉鎖されていたことを考えれば、売場内の防火区画シャッターの閉鎖は労力や経費を要するものとは考えられない。被告は階段周りのシャッターのみを閉鎖すれば事足りると考え、1階ないし3階の防火区画シャッターを閉鎖しなかったのであるから債務不履行の責任を免れない。ニチイが特約に基づき防火シャッター閉鎖を実行しなかったとしても、結局は被告がニチイに対する指揮監督違反を犯した結果であるから、被告は防火区画シャッターを閉鎖しなかった責任を免れない。
- 保安係員の人員について[124]

被告は原告らに対して夜間は保安係員を最低8名確保することを約していたが、本件火災当日においては実働4名で保安管理にあたらせており、欠員の補充もおこなわれなかったことから、工事立会いや防火区画シャッター閉鎖などを完全に履行するには人員不足の感があるのは確かである。しかしながら仮に被告が火災当夜に8名の保安係員を勤務させていたとしても、被告が主張するところによれば「工事の立会はニチイがすべきで、防火区画シャッターの閉鎖は閉店時には閉鎖する必要がなく、火災時に閉鎖すれば足りる」と考えていたのであるから、人員が十分に確保されていたとしても、それらを実行しなかったであろうことには変わりがないと推測できる。したがって被告が保安係員を十分に確保しなかったことが本件火災の予防と防火に直接的な因果関係があるとはいえない。本件火災を覚知した直後に当直の保安係員2名が火災現場に駆け付けたが、すでに火勢が拡大して多量の煙と有毒ガスにより消防活動が期待できない状態だったことから、保安係員の人員不足と延焼との間に因果関係があるとは認められない。

被告の抗弁に対して、裁判所は以下の判断を下した。#被告の仮定抗弁
（判断の要旨）大阪地裁の被告がおこなった抗弁に対する判断によれば「被告の保安管理の目的は、自己の建物を管理することを念頭に置いたものに過ぎず、テナントに対する保安管理ではなかった。そのことにより夜間工事に保安係員を立ち会わせず、売場の防火シャッターを閉鎖する必要はないと考えていた。それらを履行していれば本件火災の発生と拡大を防止できたのは明らかで、本件火災の損害が被告の責任による事由ではないという抗弁は採用できない。被告の防災対策の懈怠や甘さ、保全対策全般の軽視と緩みが集積して工事立会いと防火区画シャッター閉鎖の義務違反の原因となった。保安管理の経費は容易に削減しやすく、通常においては無駄金と思えるが、経営の合理化は保安管理を充実させる方策を強化してこそ図られるべきで、被告がそのような方策をおこなったとはいえず、本件火災が被告の責任に帰さない事由によるものとは到底いえない」とする判断を示した。
- 被告の抗弁に対する判断[125][126][127][128]

被告の保安係員が本件火災を覚知したあとの結果回避（火災の消火および延焼を止めること）は不可能であった。本件火災の原因はニチイの店内工事に携わった工事監督の失火によるものと推測されるのであり、ニチイの店内工事はニチイが発注して工事監督の会社が請け負ったものである。被告はニチイおよび工事施工業者に対して店内工事に関する要望書を手渡して保安上の注意事項を与えて保安管理に注意を払っていた。しかしながら被告の保安管理の目的は、自己の建物を管理することを念頭に置いたものであり、原告ら賃借人の契約上の義務に基づいた管理ではなかった。そのことにより、被告は賃借人の工事に立ち会わず、防火区画シャッターを閉鎖する必要はないと考えた。被告がそれらの義務を果たしていれば本件火災の発生またはその拡大を防止できたことは明らかである。したがって本件火災による損害が被告の責任による事由に基づくものではないという抗弁は採用できない。被告は平素から防火対策上の注意は払っていたが、全般的にみると過去にデパートビル内で問題となるような大きな火災事故が発生しなかったことにより、工事に際しての書類提出や出入り確認の甘さ、シャッター故障の放置（2階）、防火教育の不足、保安係員の人員確保の懈怠など、保安対策全般の軽視と弛みの集積が結果的には工事立会い義務違反や防火区画シャッター閉鎖義務違反の原因になったものである。経営の合理化において保安管理の経費は容易に削減しやすいものであり、通常においては無駄金とも思える。しかしながら人件費等の削減などの合理化は、保安管理を充実させる方策を強化してこそ図られるべきである。被告はそのような方策をおこなったとはいえず、本件火災が被告の責任に帰さない事由によるものとは到底いえない。

以上の検討結果により、原告に対する本件火災による損害賠償の責任原因が被告の保安管理上の債務不履行にあると認められ、中間判決に至った（参照条文＝民法415条、民事訴訟法245条）。

本件「中間判決」は、係争中の民事訴訟のなかで最初に示された司法判断であり、各訴訟の結果に大きな影響を与えた。特に遺族が日本ドリーム観光など火災関係4社を相手取って提起していた損害賠償請求訴訟において、被告各社の強硬な態度が「中間判決」後に大きく変化し、和解に応じる姿勢へ改まったことにより、解決が早まったことは大きな成果といえる。また旧復興対策委員会グループの賃借権確認訴訟においても、松和会訴訟の「中間判決」が大きな影響を与えた。同旧復興委グループは、松和会の訴訟資料をそのまま裁判所に提出したことにより「中間判決」を引き継ぐ形で新たな損害賠償請求訴訟を提起し、わずか3週間で和解に至っている。刑事訴訟においても本件「中間判決」が各判断の下敷きになっており、その方面にも大きな影響を与えている。また本件「中間判決」は、社会的にも大きな影響を及ぼした。雑居ビルの管理責任について、テナントの失火による火災であることからビル所有者に責任が無かったとしても、防火管理体制を構築することを怠り、防火管理責任を尽くしていなければ、ビル所有者は罹災テナントに対して損害を補償すべきであると司法に判断されたことは、雑居ビル管理者に対して重大な責務を課したとも言え、本件「中間判決」が出された当時の日本には、そのような判決の先例も無かったことから、ビル所有者の管理責任を明確にした画期的な判決であるとされる。

### 中間判決後の争点
「中間判決」で原告（松和会）に対する被告（日本ドリーム観光）の賠償責任が認められたことにより、以降の争点は賠償額と補償範囲を具体的に決めることに移っていった。原告は、被告の保安管理契約と債務不履行による責任があったことを明確にするため、損害額と損害範囲を最小に抑えていた。被告の賠償責任が明らかになったことで原告は、賠償額と範囲を大幅に増やし、20億円以上に引き上げた。副資材や慰謝料の請求に加え、会員全店の1か月あたりの休業損害合計3,346万6,801円の支払いも求めることにした。原告弁護団は、すべての松和会会員の損害額を立証するために約1年間を費やした。休業損害を被告に請求した意味は、原告の主張では千日デパートの賃借権は消滅しておらず、営業できなくなって休業損害が出ているのは、被告の責任であるから損害を賠償すべきというものであった。争点の中でも最も激しい攻防になったのは、同デパートの賃借権が存在するのか、消滅したのか、以上の点についてである。被告側は内容証明郵便で展開した「滅失論（ビルが火災によって損傷し、経済的および物理的に失われたという論理）」を持ち出して賃借権消滅と新ビル建設の正当性を主張した。
被告が主張する「物理的滅失論」は、「建設省建築研究所」に被告同社がデパートビルの耐力診断を委託した際の結果を基にしていた。被告は1972年7月8日にデパートビルの耐久診断を同研究所に委託し、約2か月半で報告書が提出された。建設省建築研究所作成の「千日デパートビル耐力診断受託試験研究報告書（以下、「建研報告書」と記す）」によると、診断結果は以下のとおりであった。
（要約）デパートビルは5月13日に発生した火災によって2階から6階までが約800度の火災荷重を受け、鉄骨や鉄筋コンクリートが火害を受けた。建物を再使用する場合には、床スラブや梁、柱のコンクリートをはつり落とし、新たにコンクリートを打ち直す、1階ないし4階に耐震壁を増設する、外壁タイルを貼り変えるなどの補強か補修が必要である。当該ビルの改修は可能だが、建物の主要部分は年数が経っており、コンクリートの中性化や鋼材の発錆が進んでいて、改修しても画期的な効果は期待できない—千日デパートビル耐力診断　受託試験報告書（建研報告書）、現場に神宿る2006
つまり「デパートビルの改修や補修は難しく、建て直すのが効果的である」という診断結果だった。「建研報告書」は、テナント経営者に対して日本ドリーム観光から内容証明郵便が送られ、一方的に賃貸契約解除を通告した根拠の基になったものである。「建設省建築研究所」は国立の研究機関として最高の権威を持っており、その報告書の内容もまた絶対的なものであり、これに異を唱えることは難しいとされた。被告の「滅失論」による新ビルへの建て替えと賃貸借権消滅の主張は「建研報告書」を根拠にしていることから、それを覆さない限り原告に勝ち目はなかった。
原告側弁護団は、「建研報告書」の難解で専門的な内容を解読するために独自に担当弁護士が勉強したり、建築専門家の協力を仰いだりした。その中で「コンクリート中性化」の問題が「物理的滅失論」の主要な根拠になっていると判断できたことから、原告弁護団は1976年（昭和51年）2月16日、「建研報告書のデータは誤りで、記載内容は信用し得ないことを立証する」として、コンクリートの中性化判定試験と強度を調べるための現場検証を大阪地裁に申し出た。そして同年3月16日に裁判官3名、裁判所関係者、原告被告双方の証人、代理人の立会のもと、火災現場で検証試験が実施された。柱の鉄筋を露出させたあとにコンクリートに対してフェノールフタレイン溶液を塗布して水素イオン指数（pH）を調べたところ「赤色」に変化したことから、コンクリートはアルカリ性であることが判明し、中性化していないことが確認された。この検証試験により、デパートビルの耐用年数は補修すれば以後160年は使用できると結論が導き出され、「建研報告書」記載のコンクリート中性化関連のデータに誤りがあることが示された。
検証実験を終えた原告は、次に「建研報告書」の信憑性を問うために報告書作成に携わった人物に対して証人尋問を要求した。被告側からの資料提出がおこなわれ、証人申請が出されたところで裁判所は被告に対して「経済的滅失」について口頭弁論で立証するように促した。千日デパートビルの「物理的滅失」について当否を争っている最中の「経済的滅失」の立証は、すなわち裁判所が原告側に対して和解を勧告したも同然だと解釈された。この直後に裁判所は「原告は千日デパートビルの改築（解体）に同意し、新ビル入居の条件を被告と話し合え」と和解を勧告した。
1976年8月27日、旧復興対策委員会メンバーだったテナント団体と日本ドリーム観光との賃借権確認訴訟で和解が成立した。その和解内容は、「千日デパートビルを取り壊し、その敷地（跡地）に新ビルを建設することに双方が協力する。4年3か月後（1979年12月）を目標に現状打開に努力し、テナントも協力する。新ビルが完成すれば賃貸し、入店権の譲渡を認める。賃料には優遇措置を講じる」とした。これにより訴訟を係属している松和会と、被告との和解に応じた旧復興委メンバーおよび既にビルの建て替えに同意していた新千日テナント会メンバーとの間で対立が起こった。いわば既存の賃借権保証を訴える「旧ビル改装派」と、被告に全面協力する「新ビル新築派」の対立という構図である。新築派は、改装派の松和会に対して趣意書を送付し「千日デパート再建促進協議会」を発足させ、協議会への出席を促した。協議会は「デパートビルの早期再建に賛同せよ」という趣旨だったが、松和会は趣意書への回答で「デパートビル再建の問題に反対するものではなく、あくまでも賃借権の存続とテナントの権利を守ることを考えて被告と争っている」旨を主張した。

### デパートビル取り壊し禁止の仮処分
原告である松和会は、「建研報告書」に記載されている数値に関して、計算間違いや仮定の積み重ねによる結論であることを再鑑定などで明らかにし、被告が主張する「経済的滅失」の虚偽を明らかにしたところで立証を終える予定にしていた。ところが突然被告側から「デパートビルの取り壊し計画」が発覚することになった。1977年1月18日、原告は大阪地方裁判所にビル取り壊し禁止を求める仮処分を申請した。翌19日、ビルの取り壊し禁止の仮処分が決定した。供託金は2,500万円だった。賃借権訴訟の提起中であり、建物の権利保全の観点からの申請であった。原告は、仮処分を機に和解交渉への道を模索していたが、被告側が原告の仮処分に対して異議申請をおこない、執行官保管部分の執行取り消しと、取り壊し禁止の執行停止を申し立て、大阪地裁に認められた。供託金は2億5000万円だった。被告側は、疎明資料として「建研報告書」の抜粋を提出した。さらにはデパートビルの早期再建を望む政治家やミナミ商店街連合会代表らの陳述書を取りまとめて大阪地裁に提出していた。原告は、この動きを阻止しようと即時抗告を申し立てたが裁判所の結論は直ぐには出なかった。
その最中にビルの解体を急ぎたい被告が、デパートビル内に残されているテナントの備品や什器類を無断でビル外へ移動させた。この動きに対して原告は、現状維持仮処分の執行停止の更正を裁判所に求め、再びビルの取り壊しは出来なくなった。仮処分の応酬が激しくなる中で、ついに1977年3月19日「原告と被告の間でビルの取り壊しを中止し、円満解決を目指す」旨の覚書が締結された。双方が申し立てていた仮処分や即時抗告は取り下げられ、これ以降は双方の弁護士間で和解交渉へ移っていった。しかし、交渉は遅々として進まなかった。

### 即決和解
1977年3月19日に和解交渉に向けての覚書締結がおこなわれたものの、被告は賠償金を支払うことに応じなかった。理由は、新ビルへ入店する「主要なテナント（キーテナント）」を巡っての調整が難航していたことと、被告である日本ドリーム観光が自社の責任を認めた形で原告への賠償金支払いを頑なに拒否していたからだった。覚書締結後の約3年間は、和解交渉が双方の代理人の間でまとまり掛けると、代表取締役社長の松尾國三が和解することを拒否し、交渉が元に戻るという繰り返しだった。被告側の代理人が和解に応じるよう社長の松尾を説得したが、松尾が態度を軟化させることはなかった。
千日デパートビルは、解体も営業再開もされずに外壁を金網で囲われた状態でミナミの繁華街に建ち続けていた。千日前商店街を中心にデパートの営業再開を求める声は高まっていた。大阪市会議員やミナミ商店連合会は連名で千日デパート関係者に書簡を送り「我欲によって付近一帯に及ぼす迷惑を考え、原告被告双方が早期に和解し、ミナミ再建のために善処するように切望する」と要望した。このように営業再開に対する社会的、経済的な圧力が強まってきたことから、1980年（昭和55年）1月14日、大阪地裁枚方簡易裁判所において、原告被告双方の間で「即決和解」が成立した。ただし、これは原告側が「被告のビル建て替えについては認める」という限定的な合意に過ぎなかった。記者会見で松和会会長は「和解によってミナミの開発に期待している人々や新ビルの営業再開を望んでいるテナントに対して大きく貢献する。松和会は千日デパートビル火災のような惨事を繰り返さないために努力する」と述べた。また日本ドリーム観光・専務取締役の元千日デパート店長は「長い年月、地域の皆様に迷惑をかけた。新しいミナミの開発に貢献することで恩返ししたい」と述べた。
合意内容は以下のとおりである。
1. 被告は原告に対して2億5,000万円の仮払いをおこなう。
2. 1983年（昭和57年）10月ごろまでにビルを建て替え、営業開始予定とする。
3. テナントは旧ビルと同じ条件で新ビルに入居でき、入居しない場合は入居権を第三者に譲渡できる。
4. 新ビルは会社の権利義務を継承する流通業界の大手業者に一括して賃貸することができ、各テナントは一括して賃借人の売り場構成およびその営業に関して最大限協力する。
5. 新ビルの賃貸借に関する諸条件等については別途協議して定める。

以上、これらの条件で「原告はビルの取り壊しに応じる」とした。
日本ドリーム観光は、設計が出来上がっていないとしつつも、新しいビルの概要を同時に発表した。
- 地上8階または9階建て、地下2階または3階
- 建築面積　約1,100坪（3,630平方メートル）
- 建築延べ面積　約1万400坪（3万4,320平方メートル）
- 駐車場　約110台

一部和解につき、引き続き損害賠償額を巡っての裁判は係属されることになった。翌2月から同ビルの解体作業が開始され、ようやく新ビル建設に向けて動き出した。ここまで火災発生から7年半が経過していた。原告が提起していた損害賠償請求訴訟は、中間判決で被告の責任が確定したあと、損害請求額の合計は14億3,466万9,751円であったが、休業損も請求していたので即決和解成立の時点で、その合計は約45億円に達していた。しかしながら原告は「『経済的滅失』および『物理的滅失』を被告と争ってきたが、一部和解が成立したことに鑑み、『社会経済的滅失』を認めることにした」として、損害賠償請求の趣旨を変更した。1980年3月24日、原告は、これまでの訴訟で請求していた物損、休業損、弁護士費用（賃借権部分について）を取り下げ、被告の保安管理義務違反による損害の合計10億1,479万0,439円に請求額を減額した。

### 一審終局判決
1981年（昭和56年）1月26日、大阪地方裁判所第20民事部（裁判長裁判官・三井壽彦）は、松和会が日本ドリーム観光に対して提起していた損害賠償請求訴訟の一審終局判決を言い渡した。終局判決では、賠償額と賠償範囲が言い渡され、賠償額は損害額の8割に当たる「合計8億6万4,050円」と決まった。
大阪地裁は、原告が被った以下の損害を認定した。
1. 商品の価値低下による損害
2. 賃借店舗滅失による賃借権価格相当額の損害および逸失利益
3. 弁護士費用

ただし、慰謝料については、以下のものは認められなかった。
1. 暖簾の喪失、諸費用の支出などによる個別の立証が困難な損害を求めるものと解されるもの
2. 本来の意味の慰謝料請求

終局判決に至るまで、火災発生から8年8か月の歳月が経ち、23回の証人尋問を含め、口頭弁論は67回を数えた。被告である日本ドリーム観光は、判決内容を不服として控訴した。

### ニチイに対する損害賠償訴訟提起
1980年（昭和55年）9月18日、松和会は1975年から出火元のニチイと損害補償について話し合いを続けていたが、その調停が不調に終わったことから同社に対して損害賠償請求訴訟を提起した。請求額は4億1,999万2,049円とした。被告（ニチイ）は、日本ドリーム観光との間でも損害賠償請求訴訟を抱えていて、松和会との訴訟に敗訴すれば、もう一方の訴訟で不利になるのは明らかだった。そこで被告は、原告（松和会）と話し合いに応じる姿勢を見せはじめ、和解に応じることに同意した。1985年（昭和60年）11月29日、被告は慰謝料として1億5,000万円を原告に支払うことで提訴から5年ぶりに和解が成立した。被告は「出火原因と場所が特定されていない」などと主張し、口頭弁論は合計32回を数えた。

### 最終覚書
1989年（平成元年）7月13日、松和会と日本ドリーム観光との間で最終覚書が交わされ　松和会は日本ドリーム観光に対する訴えを取り下げた。
覚書締結で合意した主な条項は、以下のとおりである。
1. 日本ドリーム観光が松和会会員に対してこれまで支払った金員はすべて有効であって、それらの金員は各支払い時点で本件火災に因る松和会会員の損害賠償に充てられていたものであることを当事者双方は確認し、日本ドリーム観光は、如何なる名義を問わず松和会会員に対してその返還請求をしない。
2. 松和会会員が既に受領済みの賠償金について、その賠償金を同会員が被った損害のどの項目に充当するかは、同会員もしくは松和会が定めるところとして、日本ドリーム観光は意義を述べない。
3. 松和会会員は、日本ドリーム観光に対し、既に受領済みの金員以外は、本件火災に因り被った賠償請求はいかなる名義を問わずこれをおこなわない。
4. 松和会会員は、日本ドリーム観光との間で千日デパートビル火災問題が実質的に解決し、裁判上の訴訟がもはや無意味になり、右事件の担当部裁判長の強い勧告があったことにもより、損害賠償訴訟そのものを取り下げることとし、日本ドリーム観光は右取り下げに同意する。
5. 本件火災に因る松和会会員に対する損害賠償、新ビル入店に関して松和会会員と日本ドリーム観光との間で交わされた覚書、確認書、その他の取り決め事項は、本覚書締結後もその効力を維持し、何らその効力に消長をきたすものではないことを当事者双方は相互に確認する。
6. 本件火災に基づく損害賠償請求に関し、松和会会員と日本ドリーム観光は、本覚書に定める以外には何ら債権債務を主張しないことを相互に確認する。

これにより松和会が原告となって争った千日デパートビル火災をめぐる損害賠償請求訴訟はすべて終結した。

### その他のテナント訴訟の和解
原告代表のテナントオーナー2名と業者34名（利害関係者）がニチイに対して約2億円の損害賠償請求と営業再開までの支払金毎月395万円を求めて提訴していた訴訟は、松和会訴訟の最終覚書締結につづいて1989年9月末に和解が成立した。和解内容は、ニチイが原告代表2名に対して441万円ずつと他の業者34名に対して150万円ずつ計約5980万円を紛争解決金として1989年10月末までに支払うとした。